# 이치하라정
이치하라정(市原町)은 지바현 이치하라군에 존재했던 정이다. 현재의 이치하라시 북부에 해당한다.

## 역사
- 1955년 3월 31일 - 야와타정, 기쿠마정이 합병해 이치하라군 이치하라정이 성립하였다.
- 1963년 5월 1일 - 고이정, 산와정, 아네사키정, 시즈정과 합병해 이치하라시가 되어 소멸하였다.

## 교통

### 철도
- 국철
  - 우치보선

## 관련링크
- 千葉県市原郡市原町 (12B0090011) - 歴史的行政区域データセットβ版